# Лупківський деканат
Лупківський деканат — колишня структурна одиниця Перемишльської єпархії греко-католицької церкви з центром в с. Лупків. Очолював деканат декан.

## Територія
В 1936 році в Лупківському деканаті було 15 парафій:
1. Парафія с. Воля Мигова;
2. Парафія с. Команьча з філіями в с. Чистогорб, с. Довжиця;
3. Парафія с. Лупків з філією в с. Зубенсько;
4. Парафія с. Манів з філіями в с. Бальниця, с. Щербанівка;
5. Парафія с. Прелуки з філією в с. Душатин;
6. Парафія с. Радошиці з філією в с. Ославиця;
7. Парафія с. Смільник з філією в с. Миків;
8. Парафія с. Солинка з філією в с. Зубряче та приходом у с. Розтоки Горішні;
9. Парафія с. Туринсько з філією в с. Репедь;
10. Парафія с. Щавне з філією в с. Куляшне;
11. Парафія с. Явірник.

### Декан
- 1936 — Гробельський Михайло в Щавнім.

### Кількість парафіян
1936 — 13 167 осіб.
Деканат було ліквідовано в травні 1946 р.